# Pycnogonum ungellatum
Pycnogonum ungellatum is een zeespin uit de familie Pycnogonidae. De soort behoort tot het geslacht Pycnogonum. Pycnogonum ungellatum werd in 1911 voor het eerst wetenschappelijk beschreven door Loman. 